# Роканкур, Жан-Тома
Жан-Тома Роканкур (фр. Rocquancourt, 1792—1871) — французский писатель, профессор военного искусства и военной истории в школе Сен-Сир, затем начальник египетской военной школы. Написал: «Considérations sur la défense de Paris» (1841), «Nouvel assaut à l’enceinte projetée de Paris» (1841), «Cours complet d’art et d’histoire militaires» (много изданий).